# NGC 1589
NGC 1589 è una vasta galassia a spirale situata nella costellazione del Toro, a una distanza di circa 179 milioni di anni luce dalla nostra Via Lattea.

## Scoperta
La galassia è stata scoperta il 19 dicembre 1783 dall'astronomo britannico di origine tedesca William Herschel.

## Descrizione
NGC 1589 ha una classe di luminosità I-II e presenta una larga riga a 21 cm dell'idrogeno neutro. Presenta inoltre emissioni nel dominio dei raggi X.

## Gruppo di NGC 1589
NGC 1589 è la galassia più vasta del Gruppo di NGC 1589, un raggruppamento di galassie costituito da nove membri. Le altre otto galassie del gruppo sono: NGC 1586, NGC 1587, NGC 1588, NGC 1593, UGC 3054, UGC 3058, UGC 3072 e UGC 3080.
Secondo Garcia, anche NGC 1620 fa parte di questo gruppo, mentre non vi include NGC 1593.

## Supernova
Il 29 agosto 2001, all'interno di NGC 1589 è stata scoperta la supernova SN 2001eb dall'astronomo amatoriale britannico Tom Boles. La supernova è stata classificata di tipo Ia.